# جائزة إسرائيل
جائزة إسرائيل (بالعبرية: פרס ישראל) جائزة مرموقة يمنحها الكيان الصهيوني.
وهي أعلى وأرفع جائزة رسمية في إسرائيل، وتمنح تكريما للمميزين في حقل معرفتهم، والذين ساهموا بشكل بارز في المجتمع والدولة الإسرائيلية.

## التاريخ
يقام حفل توزيع الجوائز كل عام عشية عيد الاستقلال الإسرائيلي، في احتفال رسمي في القدس، وفي حضور الرئيس ورئيس الوزراء، ورئيس الكنيست (البرلمان الإسرائيلي) ورئيس المحكمة الدستورية.
ويتم الإعلان عن الفائزين قبل عدة أشهر من حفل توزيع الجوزائز.

تأسست الجائزة عام 1953 بمبادرة من وزير التعليم بن صهيون دينور، الذي مُنح الجائزة لاحقا في عامي 1958 و1973. وقد قال عن الجائزة: 
جاء منح جوائز إسرائيل في عيد الاستقلال للتأكيد على العلاقة الداخلية العضوية بين الاستقلال السياسي والاستقلال الروحي. جاء تصميم الاحتفال بعيد الاستقلال لتذكير الناس مرارًا وتكرارًا بأن استقلال شعبنا يعتمد على قوته الروحية ولا توجد قوة روحية للشعب إذا لم يعمل الشعب من أجل نفسه.

## منحالجائزة
تمنح الجائزة في المجالات الأربع التالية، مع تغيير المجالات الفرعية من عام إلى عام في دورة تستغرق أربع إلى سبع سنوات، ما عدا المجال الأخير والذي يظل ثابتا سنويا:
- العلوم الإنسانية، والعلوم الاجتماعية والدراسات اليهودية.
- العلوم الطبيعية والعلوم الدقيقة.
- الثقافة والفنون والاتصالات والرياضة.
- إنجاز العمر والمساهمة المميزة للأمة (استحدثت منذ عام 1972).

ويكون الحاصلون على الجائزة مواطنون إسرائيليون أو منظمات لعب دورا مميزا في مجالاتهم، أو ساهموا بقوة في الثقافة الإسرائيلية. ويُختار الفائزون من خلال لجان التحكيم الذين يمررون ترشيحاتهم إلى وزير التعليم. ويُختار الفائزون من خلال لجان خاصة يعينها وزير التعليم لكل فئة كل عام. ويجب أن تظل قرارات اللجنة سرية.
وبلغت قيمة الجائزة 75 ألف شيكل إسرائيلي جديد في عام 2008.

## الحاصلون على الجائزة
من أبرز الحاصلين على الجائزة شموئيل يوسف عجنون، مارتن بوبر، أبا إيبان، إيه بي يهوشوا، إسرائيل أومان، غولدا مائير، عاموس عوز، إفرايم كيشون، ناعومي شيمير، دافيد بنفينستي، ليا غودلبرغ (بعد رحيلها) وتيدي كوليك، ومنظمات مثل الأوركسترا الفيلهارموني والوكالة اليهودية وياد فاشيم والصندوق القومي اليهودي.
ورغم أن الجائزة تمنح أساسا للمواطنين الإسرائيليين فقط، إلا أنها في حالات استثنائية يمكن أن تمنح لغير الإسرائيليين الذين أقاموا في إسرائيل لعدة سنوات.
وقد منح زوبين ميهتا جائزة خاصة من جائزة إسرائيل في عام 1991. وميهتا هو هندي الأصل وهو مدير الأوركسترا الفيلهارموني الإسرائيلي.

## الجدل
وقد يؤدي منح الجائزة لشخصيات معينة أحيانا إلى جدل ذو نزعة سياسية. ففي عام 1993 أدت معارضة رئيس الوزراء إسحاق رابين، لترشيح يشاياهو لايبوفيتش إلى أن يرفض لايبوفيتش الجائزة.
وفي عام 2004 قام وزير التعليم والثقافة ليمور ليفنات بإعادة قرار منح الجائزة إلى يغال توماركين، إلى لجنة الجائزة.
وقد رُفع قرار الجائزة للعرض على المحكمة الستورية العليا في حالة الصحفي شموئيل شنيتسر، والسياسي شولاميت ألوني، والبروفيسور زائيف ستيرنهيل، وشيمون مزراحي رئيس نادي ماكابي تل أبيب لكرة السلة.
وفي عام 2015 اعترض رئيس الوزراء الإسرائيلي بنيامين نتنياهو على تعيين عضوين من لجنة الاختيار لجائزة إسرائيل في مجال الأدب، مما دفع ثلاثة أعضاء آخرين منهم زيفا بن بورات إلى الاستقالة احتجاجا.
وقد فسر نتنياهو ذلك أنه «من الغالب جدا أن الأمر يبدو كما لو أن أعضاء اللجنة كانوا يمنحون الجائزة إلى أصدقائهم». وقام يغال شوارتز وكان أحد المرشحين للجائزة وهو من جامعة بن غوريون في النقب، بسحب ترشيحه ودعى المرشحين الآخرين إلى فعل الأمر نفسه. وخلال الستة أيام التالية استقال أعضاء من اللجنة المختصة بالبحث الأدبي وجوائز السينما، وبقي في اللجنة عضوان فقط من أصل 13 عضو، وسحب العديد من المرشحين ترشيحاتهم. وسحب دافيد غروسمان ترشيحه قائلا أن «حركة نتنياهو هي حيلة هدامة ومتشائمة تدمر حرية التعبير والرأي والإبداع الإسرائيلي، وأنا أرفض أن أشارك في هذا».

## مكان إقامة المراسم
- مركز المؤتمرات الدولية
- مسرح أورشليم

## روابط خارجية
الموقع الرسمي